# Lijst van voetbalinterlands Ecuador - Engeland
Deze lijst van voetbalinterlands is een overzicht van alle officiële voetbalwedstrijden tussen de nationale teams van Ecuador en Engeland. De landen speelden tot op heden drie keer tegen elkaar. Het eerste duel, een vriendschappelijke interland, werd gespeeld in Quito op 24 mei 1970. Voor het Engels voetbalelftal was dit een oefenwedstrijd in de voorbereiding op het Wereldkampioenschap voetbal 1970. De laatste ontmoeting, eveneens een vriendschappelijke wedstrijd, vond plaats op 4 juni 2014 in Miami Gardens (Verenigde Staten). Voor beide teams was dit een oefenwedstrijd in de aanloop naar het Wereldkampioenschap voetbal 2014.

## Wedstrijden
| № | Plaats        | Datum        | Competitie        | Wedstrijd          | Uitslag |
| - | ------------- | ------------ | ----------------- | ------------------ | ------- |
| 1 | Quito         | 24 mei 1970  | Vriendschappelijk | Ecuador – Engeland | 0 – 2   |
| 2 | Stuttgart     | 25 juni 2006 | WK 2006           | Engeland – Ecuador | 1 – 0   |
| 3 | Miami Gardens | 4 juni 2014  | Vriendschappelijk | Ecuador − Engeland | 2 − 2   |

## Samenvatting
| Competitie        | Totaal gespeeld | Winst Ecuador | Gelijk | Winst Engeland | Doelsaldo Ecuador – Engeland |
| ----------------- | --------------- | ------------- | ------ | -------------- | ---------------------------- |
| WK-eindronde      | 1               | 0             | 0      | 1              | 0 − 1                        |
| Vriendschappelijk | 2               | 0             | 1      | 1              | 2 − 4                        |
| Totaal            | 3               | 0             | 1      | 2              | 2 − 5                        |

Wedstrijden bepaald door strafschoppen worden, in lijn met de FIFA, als een gelijkspel gerekend.

## Details

### Eerste ontmoeting
| Vriendschappelijk (Quito, Ecuador, 24 mei 1970): |              | |
| Ecuador | 0 – 2        | Engeland |
| | goals        | 4' Francis Lee 75' Brian Kidd |
| Eduardo Bores | bondscoach   | Alf Ramsey |
| Edwin Mejia Lincoln Utreras Carlos Campoverde Enrique Portilla Atahulfo Valencia Jorge Bolaños Walter Cardenas Washington Muñoz 60' Patricio Peñaherrera Polo Carrera 46' Armando Larrea | opstellingen | Gordon Banks Keith Newton Terry Cooper Alan Mullery Brian Labone Bobby Moore 70' Francis Lee Alan Ball 84' Bobby Charlton Geoffrey Hurst Martin Peters |
| Tom Rodriguez 46' Marcelo Cabezas 60' | wissels      | 70' Brian Kidd 84' David Sadler |

### Tweede ontmoeting
| WK 2006 (Stuttgart, Duitsland, 25 juni 2006): |              | |
| Engeland | 1 – 0        | Ecuador |
| David Beckham 60' | goals        | |
| Sven-Göran Eriksson | bondscoach   | Luis Fernando Suárez |
| Paul Robinson Ashley Cole Steven Gerrard 90+2' Rio Ferdinand John Terry David Beckham 87' Frank Lampard Wayne Rooney Joe Cole 77' Owen Hargreaves Michael Carrick | opstellingen | Cristian Mora Iván Hurtado Ulises de la Cruz Edison Méndez Agustín Delgado Segundo Castillo Luis Valencia Giovanny Espinoza Neicer Reasco 69' Edwin Tenorio 72' Carlos Tenorio |
| Jamie Carragher 77' Aaron Lennon 87' Stewart Downing 90+2' | wissels      | 69' Christian Lara 72' Ivan Kaviedes |
| John Terry 18' Paul Robinson 78' Jamie Carragher 82' | gele kaarten | 24' Luis Valencia 37' Carlos Tenorio 67' Ulises de la Cruz |

### Derde ontmoeting
| Vriendschappelijk (Miami Gardens, Verenigde Staten, 4 juni 2014): |              | |
| Ecuador | 2 – 2        | Engeland |
| Enner Valencia 8' Michael Arroyo 70' | goals        | 29' Wayne Rooney 51' Rickie Lambert |
| Reinaldo Rueda | bondscoach   | Roy Hodgson |
| Máximo Banguera Juan Carlos Paredes 90' Jorge Guagua Frickson Erazo Walter Ayoví Luis Antonio Valencia Carlos Gruezo 90' Christian Noboa 50' Jefferson Montero 68' Enner Valencia 83' Felipe Caicedo 46' | opstellingen | Ben Foster James Milner Phil Jones Chris Smalling 74' Luke Shaw 87' Jack Wilshere Frank Lampard 84' Ross Barkley 63' Alex Oxlade-Chamberlain 65' Wayne Rooney 84' Rickie Lambert |
| João Rojas 46' Édison Méndez 50' Michael Arroyo 68' Renato Ibarra 83' Gabriel Achilier 90' Luis Saritama 90'                                                                                             | wissels      | 63' Jon Flanagan 65' Raheem Sterling 74' John Stones 84' Jordan Henderson 84' Danny Welbeck 87' Adam Lallana                                                                     |
| Luis Antonio Valencia 79' | gele kaarten | 79' Raheem Sterling |
| - Debuut van Jon Flanagan (Liverpool FC) voor Engeland. |              | |

FEF · A-internationals · Bondscoaches · Selecties · Statistieken · Ecuadoraans vrouwenelftal · Olympisch elftal · Ecuador U21 · Ecuador U20 · Ecuador U18 · Ecuador U17
1938 – 1949 ·
1950 – 1959 ·
1960 – 1969 ·
1970 – 1979 ·
1980 – 1989 ·
1990 – 1999 ·
2000 – 2009 ·
2010 – 2019 ·
2020 − 2029
WK 2002 · 
WK 2006 · 
WK 2014
1938 · 
1939 · 
1940 · 
1941 · 
1942 · 
1943 · 1944 · 
1945 · 
1946 · 
1947 · 
1948 · 
1949 · 
1950 · 1951 · 1952 · 
1953 · 
1954 · 
1955 · 
1956 · 
1957 · 
1958 · 
1959 · 
1960 · 
1961 · 1962 · 
1963 · 
1964 · 
1965 · 
1966 · 
1967 · 1968 · 
1969 · 
1970 · 
1971 · 
1972 · 
1973 · 
1974 · 
1975 · 
1976 · 
1977 · 
1978 · 
1979 · 
1980 · 
1981 · 
1982 · 
1983 · 
1984 · 
1985 · 
1986 · 
1987 · 
1988 · 
1989 · 
1990 · 
1991 · 
1992 · 
1993 · 
1994 · 
1995 · 
1996 · 
1997 · 
1998 · 
1999 · 
2000 · 
2001 · 
2002 · 
2003 · 
2004 · 
2005 · 
2006 · 
2007 · 
2008 · 
2009 · 
2010 · 
2011 · 
2012 · 
2013 · 
2014 · 
2015 · 
2016 · 
2017 ·
2018 ·
2019 ·
2020 ·
2021 ·
2022
Argentinië ·
Armenië ·
Australië ·
Bolivia · 
Brazilië ·
Bulgarije ·
Canada ·
Chili ·
Colombia ·
Costa Rica ·
Cuba ·
Denemarken ·
DDR ·
Duitsland ·
El Salvador ·
Engeland ·
Estland ·
Finland ·
Frankrijk ·
Griekenland ·
Guatemala ·
Haïti ·
Honduras ·
Ierland ·
Irak ·
Iran ·
Italië ·
Jamaica ·
Japan ·
Joegoslavië ·
Jordanië ·
Kaapverdië ·
Koeweit ·
Kroatië · 
Libanon ·
Mexico ·
Nederland ·
Nigeria ·
Noord-Macedonië ·
Oeganda ·
Oman ·
Panama ·
Paraguay ·
Peru ·
Polen ·
Portugal ·
Qatar ·
Roemenië ·
Saoedi-Arabië ·
Schotland ·
Senegal ·
Spanje ·
Trinidad en Tobago ·
Turkije · 
Uruguay ·
Venezuela ·
Verenigde Staten ·
Wit-Rusland ·
Zambia ·
Zuid-Afrika ·
Zuid-Korea ·
Zweden ·
Zwitserland
Costa Rica (2006) · 
Duitsland (2006) · 
Engeland (2006) · 
Frankrijk (2014) · 
Honduras (2014) · 
Nederland (2022) · 
Polen (2006) · 
Qatar (2022) · 
Zwitserland (2014)
FA · A-internationals · Selecties · Bondscoaches · Engels vrouwenelftal · Brits olympisch elftal · Engeland -21 · Engeland -20 · Engeland -19 · Engeland -18 · Engeland -17 · Engeland -16 · Vrouwen -17
1872 – 1899 ·
1900 – 1919 ·
1920 – 1929 ·
1930 – 1939 ·
1940 – 1949 ·
1950 – 1959 ·
1960 – 1969 ·
1970 – 1979 ·
1980 – 1989 ·
1990 – 1999 ·
2000 – 2009 ·
2010 – 2019 ·
2020 − 2029
EK's: 1968 ·
1980 ·
1988 ·
1992 ·
1996 ·
2000 ·
2004 ·
2012 · 
2016 · 
2020 · 
2024
WK's: 1950 ·
1954 ·
1958 ·
1962 ·
1966 ·
1970 ·
1982 ·
1986 ·
1990 ·
1998 ·
2002 ·
2006 ·
2010 ·
2014 ·
2018 · 
2022
Albanië ·
Algerije ·
Andorra ·
Argentinië ·
Australië ·
Azerbeidzjan ·
België ·
Bosnië en Herzegovina ·
Brazilië ·
Bulgarije ·
Canada ·
Chili ·
China ·
Colombia ·
Costa Rica ·
Cyprus ·
Denemarken ·
DDR · 
Duitsland ·
Ecuador ·
Egypte ·
Estland ·
Finland ·
Frankrijk ·
Georgië ·
Ghana ·
GOS ·
Griekenland ·
Honduras ·
Hongarije ·
Ierland ·
IJsland · 
Iran ·
Israël ·
Italië ·
Ivoorkust ·
Jamaica ·
Japan ·
Joegoslavië ·
Kameroen ·
Kazachstan ·
Koeweit ·
Kosovo ·
Kroatië ·
Liechtenstein ·
Litouwen ·
Luxemburg ·
Maleisië ·
Malta ·
Marokko ·
Mexico ·
Moldavië ·
Montenegro ·
Nederland ·
Nieuw-Zeeland ·
Nigeria ·
Noord-Ierland ·
Noord-Macedonië ·
Noorwegen ·
Oekraïne ·
Oostenrijk ·
Panama · 
Paraguay ·
Peru · 
Polen ·
Portugal ·
Roemenië ·
Rusland ·
San Marino · 
Saoedi-Arabië ·
Schotland ·
Senegal ·
Servië ·
Servië en Montenegro · 
Slovenië ·
Slowakije ·
Sovjet-Unie ·
Spanje ·
Trinidad en Tobago ·
Tsjechië ·
Tsjecho-Slowakije ·
Tunesië ·
Turkije ·
Uruguay ·
Verenigde Staten ·
Wales ·
Wit-Rusland ·
Zuid-Afrika ·
Zuid-Korea ·
Zweden ·
Zwitserland
Algerije (2010) · 
Argentinië (1986) · 
Argentinië (1998) · 
Argentinië (2002) · 
België (1990) · 
België (2018, 1) · 
België (2018, 2) · 
Brazilië (2002) · 
Colombia (1998) ·
Colombia (2018) ·
Costa Rica (2014) ·
Denemarken (2002) ·
Denemarken (2021) · 
Duitsland (2000) ·
Duitsland (2010) ·
Duitsland (2021) ·
Ecuador (2006) ·
Egypte (1990) ·
Frankrijk (1982) ·
Frankrijk (2012) ·
Frankrijk (2022) ·
Ierland (1990) · 
IJsland (2016) ·
Italië (1990) · 
Italië (2012) · 
Italië (2014) · 
Italië (2021) · 
Kameroen (1990) · 
Koeweit (1982) · 
Kroatië (2018) ·
Kroatië (2021) · 
Marokko (1986) · 
Nederland (1990) · 
Nigeria (2002) · 
Oekraïne (2012) · 
Oekraïne (2021) ·
Panama (2018) · 
Paraguay (1986) · 
Paraguay (2006) · 
Polen (1986) · 
Portugal (1986) · 
Portugal (2000) · 
Portugal (2006) · 
Roemenië (1998) ·
Roemenië (2000) ·
Rusland (2016) ·
Schotland (2021) ·
Senegal (2022) ·
Slovenië (2010) ·
Slowakije (2016) ·
Spanje (1982) ·
Spanje (2024) ·
Trinidad en Tobago (2006) ·
Tsjechië (2021) ·
Tsjecho-Slowakije (1982) ·
Tunesië (1998) ·
Tunesië (2018) ·
Uruguay (2014) ·
Verenigde Staten (2010) ·
Wales (2016) · 
West-Duitsland (1966) ·
West-Duitsland (1982) ·
West-Duitsland (1990) ·
Zweden (2002) ·
Zweden (2006) · 
Zweden (2012)